# Història de les Comores
La història de les Comores es remunta a quan van ser poblades des de la segona meitat del primer mil·lenni, les diferents illes de l'arxipèlag de les Comores van tenir una història molt annexa, encara que no totalment comuna. Va ser França, qui les va convertir en part del seu imperi colonial, qui les va unir administrativament. La història de les illes es va separar novament el 1975, després que en un referèndum l'illa de Mayotte optés per quedar sota govern francès i la resta d'illes integressin la República Federal Islàmica de les Comores.

## El poblament original
Els primers traços de població daten del segle vi i es creu que fou una onada de pobles austronesians, que van contribuir al poblament de l'illa de Madagascar, va passar per l'illa, però no es van establir. Inicialment, els pobles eren regits pels caps de les famílies més importants. Aquests portaven el títol de Mafé, mfaume o mafani a Anjouan i Mohéli (Mfalume a kiunguja).

## La islamització
L'islam va fer aparició a les illes a finals del segle xii, com testifiquen les sepultures de ritu musulmà descobertes a Mayotte a la necròpolis funerària de Bagamoyo. Va arribar sobretot de la mà de mercaders de pas que arribaven provinents de l'Orient Mitjà, de la ciutat de Siraz, qui van constituir les primeres comunitats musulmanes de l'arxipèlag, a Kilwa, Mogadiscio i la costa de Benadir. Aquestes dinasties shirazies, originàries de la costa suahili van fundar en efecte els primers sultanats, unificant sota la seva autoritat les comunitats vilatanes, llavors comandades per mafés, (Anjouan, Mohéli i Mayotte) i un bedja (Gran Comore). Va ser amb el seu contacte que les elits comoreses es van anar islamitzant progressivament. Es creu que ja al segle xii tota l'aristocràcia comoresa estava totalment islamitzada.
La més antiga mesquita de l'arxipèlag se situa a Anjouan, sobre el lloc de l'antiga Sima i dataria del segle xii. L'islam practicat a aquesta data estava molt influenciat pel xiisme i es rescata particularment el seu ressò en la presència de sepultures en l'eix del mihrab de nombroses mesquites antigues (culte del sant fundador). L'islam sunnita xafita no es va imposar al sud-oest de l'oceà Índic fins a partir del segle xiv. Sima va esdevenir la capital del sultanat shirazi d'Anjouan. Va ser en aquesta època que es va construir la mesquita shirazi, les seves ruïnes són encara visibles avui. Domoni va ser seu d'una altra mesquita shirazi a fi del segle xv. Una inscripció present a la mesquita del Vendredi de Moroni data la construcció l'any 1427, mentre que a Mbeni, una inscripció data la mesquita del Vendredi l'any 1470.

### La instal·lació delxafiisme
El 1506 una flota shirazi comandada per Mohamed ben Haissa va abordar l'arxipèlag i va regirar l'ordre econòmic i social. Aquest va ser el començament de l'edat Shirazi a les Comores, qui van introduir la fusteria i l'arquitectura. Des de llavors, manuscrits en caràcters de l'alfabet àrab i escrits sobretot en àrab, comorès o suahili, permeten reconstruir les genealogies dels clans i els sultanats. Mitjançant la subjugació i el joc d'aliances, ells van contribuir així a l'establiment de nous llinatges matrimonials, sobretot a la Gran Comore i a l'illa d'Anjouan. La instal·lació dels sultanats xafiites va contribuir a l'adopció i després a la generalització de la doctrina xafi a les Comores com ho testifica la descripció de l'arxipèlag per l'almirall turc Piri Reis el 1521.
La mesquita shirazi de Tsingoni, molt de temps interpretada com la més antiga, data en realitat del 1538, fet que ensenya la inscripció conservada en el seu mihrab.
Mentrestant, el caràcter elitista de l'islam a les Comores i l'existència d'una aclaparadora majoria d'esclaus entre la població comportava la feble implantació de l'islam a la societat comoresa fins arribat el segle xix. És per això que les mesquites, notablement les mesquites reials xafiites, estan fetes per abrigar un petit nombre de fidels. L'abolició de l'esclavitud i l'èxit de les confraries a partir de finals del segle xix expliquen l'extensa conversió dels comoresos a l'islam a aquesta data.
Durant aquesta època, el poder va estar a les mans de nombrosos sultans. Finalment Anjouan, la més àrab de les illes, acaba per prendre el control, poc o molt, de Mohéli.

### El sistema social
Els sistemes nascuts d'aquesta unió superposen costums africans i àrabs musulmans, però no estan en condicions de proveir al posseïdor del poder dels mitjans de controlar grans superfícies. Així a la Gran Comore cohabiten diversos sultanats dirigits per diferents sultans que decideixen concedir una importància honorífica a un d'ells, el sultà Tibé. A Anjouan tres llinatges reials implantats en les tres principals ciutats (Mutsamudu, Ouani i Domoni) es reparteixen el poder.
Aquest sistema ha de tenir en compte opinions d'un Gran Consell (Mandjelissa) que reuneix els principals grans notables. El sultà també és secundat per visirs, que són delegats del poder en certes regions. Trobem també en el pla local altres empleats: naïbs (assimilables a caps de cantó), caps de la policia, els recol·lectors d'impostos, els caps de poble (nomenats pel sultà) i els caps religiosos. D'aquesta època daten els documents escrits i els manuscrits en llengua àrab, en suahili o en comorès, tot presentat en alfabet àrab.

## Les invasions malgaixes
A partir del segle XVI els malgaixos skalaves van començar a efectuar desembarcaments a les illes i robatori d'esclaus. Els comoresos, en aquesta època, ja eren ells mateixos esclavistes, traficants al món àrab i europeu. Els malgaixos es van acabar instal·lant a les illes i més especialment a Mayotte. Per aquesta raó, encara es parla malgaix a Mayotte.
Durant aquest període, en el curs de l'exploració sistemàtica de tota aquesta regió, els portuguesos van abordar les illes de la Lluna (K'm'r en àrab significa lluna) el 1505. El 1529 els francesos, per l'intermediari d'un germà de Parmentier, van visitar l'arxipèlag així com la costa nord de Madagascar. Les illes van constituir durant molts segles, tant per als navegants europeus com per als pirates, una escala sobre la costa d'Àfrica. Les relacions entre aquests europeus i els sobirans locals es basaven sobretot en el reclutament de forces. Una tradició reporta doncs que un cap de la Gran Comore va haver de marxar alguna vegada fugint de la tirania dels portuguesos i refugiar-se amb una partida dels seus a Mayotte. Anjouan va estar submisa a un sol poder durant aquest segle.
Al segle xviii l'arxipèlag es va convertir en un punt d'aprovisionament per als navilis europeus, holandesos i francesos que viatjaven per la Ruta de la Seda. Anjouan es va fer igualment popular per als pirates i corsaris que atracaven els navilis occidentals que passaven pel Cap de Bona Esperança. El Combat d'Anjouan va ser conseqüència d'aquests esdeveniments.
A partir d'una data desconeguda Moheli es va subordinar al sultanat d'Anjouan fins al 1830. El 1830 immigrants de Madagascar conduïts per Ramanetaka, que més tard prendria el nom d'Abderemane, van envair l'illa i van establir el sultanat de Moheli.

## La colonització

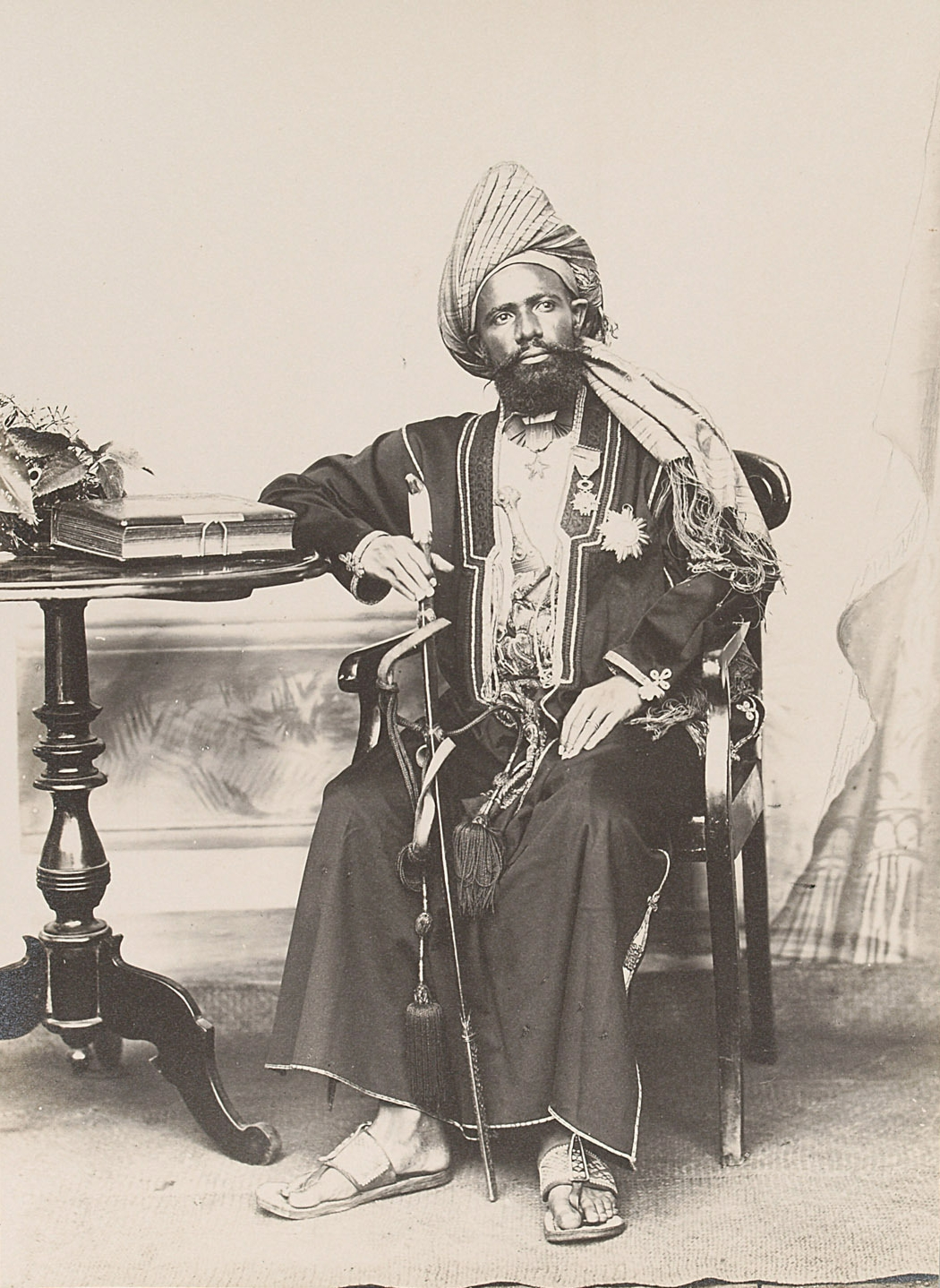
El sultà Saidi Abdallah bin Salim el 1897.

El sultà d'Anjouan Abdallah I es va rendir el 1816 a l'Illa Borbó per demanar la protecció de Lluís XVIII de França. Les divisions internes i l'amenaça malgaix va permetre a les potències colonials, que rivalitzaven per la possessió d'aquesta estratègica zona al centre del comerç d'Orient, intervenir en els assumptes polítics dels sobirans locals. El 25 d'abril de 1841, a conseqüència de la signatura d'un tractat, Mayotte va esdevenir un protectorat francès i el sultà Adrian Tsouli, que havia conquerit l'illa 9 anys abans, va rebre, a canvi de la pèrdua del poder reial, una suma de plata en compensació i els pagaments de les despeses d'escolaritat dels seus nens a l'illa de Reunió. França va obtenir amb aquest acord, que va constituir de fet una venda forçada encara que presentada com un conveni comercial, un port estratègicament important. El rei Lluís Felip I va confirmar aquesta adquisició el 1843. L'esclavitud va ser abolida el 1846.
El 1866 França va establir un protectorat sobre Anjouan i va utilitzar la seva armada per imposar-se davant el sultà Saidi Abdallah bin Salim. El 24 de juny de 1886 el sultà de la Gran Comore li va prestar finalment vassallatge a França. Va ser llavors exiliat per no tornar més, els seus somnis de governar un sultanat compost per totes les illes van ser d'aquesta manera trencats. Moheli va ser igualment col·locada sota protectorat aquest mateix any. Encara seguien posseint certa autonomia donada la baralla entre les potències colonials, les illes estaven fortament submises i els sultans locals no podien fer res davant d'això. A partir de 1892 el poder sobre les illes locals va passar dels residents subordinats als governadors de Mayotte, que a poc a poc van prendre el poder.
Com la mà d'obra a Reunió es feia cada vegada més cara, les Comores, oblidades per l'administració central, van oferir als colons i a les societats colonials (com la Bambao) perspectives i una mà d'obra més barata en les plantacions de plantes de perfum i de vainilla. Durant aquest període els colons van expropiar totalment les terres dels camperols comoresos i van emprar a aquests en les plantacions colonials.
El francès va esdevenir la llengua oficial, desplaçant l'àrab en l'educació. L'ús del suahili es va imposar al seu torn en el mitjà del comerç.
El 1904 la unificació jurídica de les illes es va fer oficial. Va ser seguida, el 9 d'abril de 1908, d'un segon decret que unia Mayotte i les seves dependències amb la colònia de Madagascar. i finalment després de molts abusos es va seguir endavant amb la colonització, les illes van ser annexades per llei a la Colònia de Madagascar i dependències el 1914.

### L'annexió a Madagascar
A poc a poc, les terres van ser retornades als comoresos. Una revolta important va tenir lloc el 1915 a la Gran Comore. França va enviar tropes malgaixes, seguides d'un destacament de tiradors senegalesos, i al mateix temps va demanar a la seva administració que cerqués el suport dels notables locals per restablir la pau. A poc a poc, el moviment es va esfumar, i el govern va enviar a l'exili a certs agitadors. El 1940 a Anjouan va esclatar una vaga en un període en què l'administració necessitava fortament mà d'obra per a l'economia colonial. Actes de violència van seguir la suspensió de la vaga, els notables van acabar per apel·lar a la calma. De 1940 a 1942 l'administració colonial va ser exercida pel règim de Vichy. El 25 de setembre de 1942 Madagascar i les illes Comores foren ocupades per forces britàniques en cooperació amb la França Lliure. El 9 de maig de 1946 adquiriren autonomia administrativa; l'11 de desembre de 1958, aprovada la nova Constitució francesa, optaren per convertir-se en territori d'ultramar, i del 22 de desembre de 1961 al 22 de desembre de 1974 gaudiren d'una plena autonomia interna.

## Independència
En aquesta data del 1974 un referèndum popular es pronuncià per la independència total, decisió que adoptà oficialment la Cambra de Diputats del país el 6 de juliol de 1975, anomenant president a Ahmed Abdallah. Però aquest fou enderrocat el 4 d'agost, en un cop d'estat pro francès. Dos dies després, es creà el Consell Revolucionari Nacional, que assumí provisionalment els poders, els quals, posteriorment, foren transferits al Consell Executiu Nacional, presidit pel príncep Said Muhammad Jafar. El 2 de gener de 1976 el ministre de defensa, Alí Soilih, considerat d'esquerres, assumí la presidència, en la qual romangué fins al mes de maig de 1978, data en què fou substituït per un directori militar. L'1 d'octubre s'aprovà una nova Constitució de tipus federal i el 22 del mateix mes l'expresident Ahmed Abdallah fou elegit novament president amb amples poders. El 1979 l'Assemblea Federal establí un règim de partit únic i el 1982 el president Abdallah dissolgué el Consell de Ministres i l'Assemblea. El 30 de novembre de 1984 Ahmed Abdallah fou reelegit president per un nou període de sis anys. El 3 de març de 1985 forces lleials al president pogueren reprimir una temptativa de cop d'Estat.
Les eleccions legislatives de març de 1987 demostraren una vegada més l'absència de llibertats democràtiques a l'arxipèlag. L'únic partit legal, Unió pel Progrés de les Comores (UPC), assolí la totalitat dels 42 escons de l'Assemblea Federal de les Comores. Malgrat tot, el poder polític del president Ahmad Abdallah depenia cada cop més, de la seva guàrdia personal, dirigida pel mercenari d'origen francès Bob Denard, el qual venia desenvolupant un paper fonamental en els afers d'Estat des del moment de la independència de les illes Comores, el 1975. De fet, l'arxipèlag s'havia transformat en un protectorat de la República Sud-africana, país que finançava la permanència de la guàrdia presidencial a canvi de la utilització de llurs infraestructures (port i aeroport), tant en favor de les línies aèries sud-africanes com per aprovisionar-se d'armes i proporcionar ajuda militar a la guerrilla moçambiquesa del RENAMO.
Encara que França tenia cada vegada menys influència en les Comores, a causa de la protecció concedida a l'illa de Mayotte (declarada col·lectivitat territorial sota sobirania francesa), continuà sent la principal font d'ajuda exterior de l'arxipèlag. Encara que l'economia de les Comores es veié seriosament afectada per la caiguda de llurs principals exportacions (vainilla, cacau i altres espècies tropicals) en una conjuntura desfavorable del comerç internacional de productes agrícoles tropicals. El novembre de 1989 el president Abdallah fou assassinat per la seva guàrdia presidencial en un confós cop militar en presència del mercenari Bob Denard, poc temps després del referèndum, celebrat el 4 d'aquell mateix mes, mercès al qual s'havia aprovat una esmena constitucional que li hagués permès un nou manament de sis anys, una vegada finalitzats els dos anteriors el 1990. Amb això acabava, tràgicament, el llarg període en la presidència del líder independentista Ahmed Abdallah.
Assumí la direcció de l'Estat de manera interina Said Mohamed Djohar, president de la Cort Suprema, mentre la guàrdia presidencial dirigida per Bob Denard controlava realment les illes. Però tanmateix tant Sud-àfrica, principal suport de Bob Denard, com França denunciaren la presa de poder per part d'ells i, després de complexes negociacions, assoliren que Denard acceptés retirar-se a Sud-àfrica juntament amb llurs seguidors. Al mateix temps, un destacament de paracaigudistes francesos, procedents de l'illa de Mayotte, assegurava l'ordre públic a Moroni, prenent el relleu a diversos vaixells de guerra francesos que havien romàs enfront del port de la capital per a pressionar el nou règim mercenari. El nou president interí anuncià una amnistia de tots el presoners polítics i pactà amb l'oposició la celebració d'eleccions presidencials el gener del 1990, a les que deurien seguir eleccions legislatives multipartidistes per democratitzar l'Assemblea Federal.
Les primeres eleccions democràtiques a la presidència de la República tingueren lloc el 4 de març de 1990, després de ser endarrerides en dues ocasions, però cap dels vuit candidats assolí la majoria, pel que s'efectuà una segona volta l'11 de març, amb dos candidats: el president interí Said Mohamed Djohar (com a líder d'una ampla coalició que incloïa a algun dels candidats descartats en la primera volta) i Mohamed Taki Abdulkarim, ex portaveu de l'Assemblea Nacional, que havia retornat de l'exili per dirigir la Unió Nacional per la Democràcia de les Comores (UNCD). Els resultats dels comicis van donar guanyador a Djohar, amb el 55% dels vots, el qual nomenà un govern de coalició amb la incorporació d'alguns dels candidats que havien recolzat la seva elecció, com el príncep Said Alí Kemal (líder del Partit Unitat i Fraternitat de les illes Chuma), el qual es transformava de fet en la segona personalitat política del país.